# Саркуз (присілок)
Сарку́з (рос. Саркуз) — присілок в Кізнерському районі Удмуртії, Росія.
Населення становить 378 осіб (2010, 371 у 2002).
Національний склад (2002):
- удмурти — 87 %

Урбаноніми:
- вулиці — Лісова, Молодіжна, Садова